# Turíngia
O Estado Livre da Turíngia (em alemão Freistaat Thüringen) é um dos 16 estados federais (Länder) da Alemanha, no centro do país. Sua capital é Erfurt. Ao norte estão a Baixa Saxônia e a Saxônia-Anhalt; a leste, a Saxônia; ao sul, a Baviera; e a oeste o Hesse.

## Administração
A Turíngia está dividida em 17 distritos (Kreise, singular Kreis; ou ainda distritos rurais: Landkreise, singular Landkreis) e 6 cidades independentes (Kreisfreie Städte; ou ainda distritos urbanos: Stadtkreise, singular Stadtkreis).
Os 17 distritos (kreise):
| 1. Terra de Altemburgo (Altenburger Land) 2. Eichsfeld 3. Gota (Gotha) 4. Greiz 5. Hildburghausen 6. Distrito do Ilm (Ilm-Kreis) | 1. Distrito do Kyffhäuser (Kyffhäuserkreis) 2. Nordhausen 3. Distrito do Saale-Holzland (Saale-Holzland-Kreis) 4. Distrito do Saale-Orla (Saale-Orla-Kreis) 5. Saalfeld-Rudolstadt 6. Esmalcalda-Meiningen (Schmalkalden-Meiningen) | 1. Sömmerda 2. Sonneberg 3. Distrito de Unstrut-Hainich (Unstrut-Hainich-Kreis) 4. Distrito de Wartburgo (Wartburgkreis) 5. Terra de Weimar (Weimarer Land) |

Há também seis cidades independentes (Kreisfreie Städte), que não pertencem a nenhum distrito:
- EF - Erfurt
- EA - Eisenach
- G - Gera
- J - Iena (Jena)
- SHL - Suhl
- WE - Weimar

## História
Nomeada em homenagem à tribo germânica da Turíngia que a ocupou por volta de 300 d.C., a Turíngia ficou sob domínio franco no século 6. A Turíngia tornou-se um landgraviato em 1130 d.C. Após a extinção da linhagem ludowingiana reinante de condes e landgraves em 1247 e a Guerra da Sucessão da Turíngia (1247-1264), a metade ocidental tornou-se independente sob o nome de "Hesse", para nunca mais se tornar parte da Turíngia. A maior parte da Turíngia restante ficou sob o domínio da dinastia Wettin do vizinho Margraviato de Meissen, o núcleo do posterior Eleitorado e Reino da Saxônia. Com a divisão da casa de Wettin em 1485, a Turíngia passou para o ramo ernestino sênior da família, que posteriormente subdividiu a área em vários estados menores, de acordo com a tradição saxônica de dividir a herança entre herdeiros masculinos. Estes eram os "ducados saxões", consistindo, entre outros, dos estados de Saxe-Weimar, Saxe-Eisenach, Saxe-Jena, Saxe-Meiningen, Saxe-Altemburgo, Saxe-Coburgo e Saxe-Gota.
A Turíngia geralmente aceitou a Reforma Protestante, e o catolicismo romano foi suprimido já em 1520; os padres que permaneceram leais a ela foram expulsos e igrejas e mosteiros foram amplamente destruídos, especialmente durante a Guerra dos Camponeses Alemães de 1525. Em Mühlhausen e em outros lugares, os anabatistas encontraram muitos adeptos. Thomas Müntzer, um líder de alguns grupos não-pacíficos desta seita, era ativo nesta cidade. Dentro das fronteiras da atual Turíngia, a fé católica romana só sobreviveu no distrito de Eichsfeld, que era governado pelo arcebispo de Mainz, e em um pequeno grau em Erfurt e suas imediações.

### Início do período moderno
A primeira aparição da moderna bandeira tricolor alemã preta-vermelha-dourada em qualquer lugar em um estado soberano de etnia alemã, dentro do que hoje compreende a Alemanha, ocorreu em 1778 como a bandeira do estado do Principado de Reuss-Greiz, um principado extinto nas fronteiras do estado moderno.
Alguns reordenamentos dos estados da Turíngia ocorreram durante a Mediatização Alemã de 1795 a 1814, e o território foi incluído na Confederação Napoleônica do Reno organizada em 1806. O Congresso de Viena de 1815 confirmou essas mudanças e a inclusão dos estados da Turíngia na Confederação Alemã; o Reino da Prússia também adquiriu algum território da Turíngia e administrou-o dentro da província da Saxônia. Os ducados da Turíngia que se tornaram parte do Império Alemão em 1871 durante a unificação da Alemanha liderada pela Prússia foram Saxe-Weimar-Eisenach, Saxe-Meiningen, Saxe-Altemburgo, Saxe-Coburgo-Gota, Schwarzburg-Sondershausen, Schwarzburg-Rudolstadt e os dois principados de Reuss Elder Line e Reuss Younger Line.

### Estado Livre da Turíngia
Em 1920, após a Primeira Guerra Mundial, esses pequenos estados se fundiram em um estado, chamado Estado Livre da Turíngia (Freistaat Thüringen); apenas Saxe-Coburgo votou para se juntar à Baviera. Weimar tornou-se a nova capital. O brasão de armas deste novo Estado era mais simples do que os de seus antecessores. O Landtag do estado recém-criado reuniu-se pela primeira vez em 1920 em Weimar. Seus deputados foram eleitos por três anos de acordo com a representação proporcional, com idade mínima de 21 anos para votar. Entre 1920 e 1932, sob a República de Weimar, seis eleições Landtag foram realizadas.
A Turíngia foi um dos estados onde o Partido Nazista ganhou poder político real. Wilhelm Frick foi nomeado Ministro do Interior no governo de coalizão estadual depois que o Partido Nazista ganhou seis deputados para o Landtag da Turíngia nas eleições de dezembro de 1929. Nessa posição, ele retirou da força policial da Turíngia qualquer pessoa que suspeitasse ser republicana e os substituiu por homens favoráveis aos nazistas. Ele também garantiu que, sempre que surgisse uma posição importante dentro da Turíngia, um nazista recebia esse posto. Após a tomada do poder pelos nazistas em Berlim, o Landtag foi formalmente abolido como resultado da "Lei sobre a Reconstrução do Reich" de 30 de janeiro de 1934, que substituiu o sistema federal alemão por um estado unitário.
Depois de ser controlado brevemente pelos EUA após o fim da Segunda Guerra Mundial, a partir de julho de 1945 o estado da Turíngia ficou sob a zona de ocupação soviética e foi expandido para incluir partes da Saxônia prussiana, como as áreas ao redor de Erfurt, Mühlhausen e Nordhausen. Erfurt tornou-se a nova capital da Turíngia. Ostheim, um exclave de Landkreis Eisenach, foi cedida à Baviera.
Em 1952, a República Democrática Alemã dissolveu seus estados, e criou distritos (Bezirke) em seu lugar. Os três distritos que compartilhavam o antigo território da Turíngia eram Erfurt, Gera e Suhl. Altenburg Kreis fazia parte do Leipzig Bezirk.
O atual Estado da Turíngia foi recriado com fronteiras ligeiramente alteradas durante a reunificação alemã em 1990.

## Lista dos ministros-presidentes da Turíngia
1. 1920: August Frölich (SPD)
2. 1920–1921: Arnold Paulssen (DDP)
3. 1921–1924: August Frölich (SPD)
4. 1924–1928: Richard Leutheußer (DVP)
5. 1928–1929: Karl Riedel (DVP)
6. 1929: Arnold Paulssen (DDP)
7. 1930–1932: Erwin Baum (Landbund)
8. 1932–1933: Fritz Sauckel (NSDAP)
9. 1933–1945: Willy Marschler (NSDAP)
10. 1945: Hermann Brill (SPD)
11. 1945–1947: Rudolf Paul (sem partido, e depois LDPD)
12. 1947–1952: Werner Eggerath (SED)
13. 1990–1992: Josef Duchac (CDU)
14. 1992–2003: Bernhard Vogel (CDU)
15. 2003–2009: Dieter Althaus (CDU)
16. 2009–2014: Christine Lieberknecht (CDU)
17. 2014–2020: Bodo Ramelow (A Esquerda)
18. 2020: Thomas Kemmerich (FDP)
19. 2020–2024: Bodo Ramelow (A Esquerda)
20. 2024–atualidade: Mario Voigt (CDU)

## Resultados eleitorais

### Eleições regionais
(Os resultados apresentados serão os das eleições mais recentes)

### 2014
| Partido                 | Partido                      | Votos     | %     | +/-   | Deputados | +/-     |
| ----------------------- | ---------------------------- | --------- | ----- | ----- | --------- | ------- |
|                         | União Democrata-Cristã       | 315 096   | 33,5  | 2,2   | 34 / 91   | 4       |
|                         | A Esquerda                   | 265 425   | 28,2  | 0,8   | 28 / 91   | 1       |
|                         | Partido Social-Democrata     | 116 889   | 12,4  | 6,1   | 12 / 91   | 6       |
|                         | Alternativa para a Alemanha  | 99 548    | 10,6  | Novo  | 11 / 91   | Novo    |
|                         | Aliança 90/Os Verdes         | 53 395    | 5,7   | 0,5   | 6 / 91    | Estável |
|                         | Partido Nacional Democrático | 34 018    | 3,6   | 0,7   | 0 / 91    | Estável |
|                         | Partido Democrático Liberal  | 23 352    | 2,5   | 5,2   | 0 / 91    | 7       |
|                         | Eleitores Livres             | 15 855    | 1,7   | 2,2   | 0 / 91    | Estável |
|                         | Partido Pirata               | 9 663     | 1,0   | -     | 0 / 91    | -       |
|                         | Outros                       | 8 451     | 0,9   |       | 0 / 91    |         |
| Votos Inválidos         | Votos Inválidos              | 13 271    | 1,4   | 0,4   |           |         |
| Total                   | Total                        | 954 963   | 100   |       | 91 / 91   | 3       |
| Eleitorado/Participação | Eleitorado/Participação      | 1 812 849 | 52,7  | 3,5   |           |         |
| Fonte                   | Fonte                        | [ 3 ]     | [ 3 ] | [ 3 ] | [ 3 ]     | [ 3 ]   |